# EMC9
EMC9 (англ. ER membrane protein complex subunit 9) – білок, який кодується однойменним геном, розташованим у людей на короткому плечі 14-ї хромосоми. Довжина поліпептидного ланцюга білка становить 208 амінокислот, а молекулярна маса — 23 061.
| 10         |  | 20         |  | 30         |  | 40         |  | 50         |
| ---------- |  | ---------- |  | ---------- |  | ---------- |  | ---------- |
| MGEVEISALA |  | YVKMCLHAAR |  | YPHAAVNGLF |  | LAPAPRSGEC |  | LCLTDCVPLF |
| HSHLALSVML |  | EVALNQVDVW |  | GAQAGLVVAG |  | YYHANAAVND |  | QSPGPLALKI |
| AGRIAEFFPD |  | AVLIMLDNQK |  | LVPQPRVPPV |  | IVLENQGLRW |  | VPKDKNLVMW |
| RDWEESRQMV |  | GALLEDRAHQ |  | HLVDFDCHLD |  | DIRQDWTNQR |  | LNTQITQWVG |
| PTNGNGNA   |  |            |  |            |  |            |  |            |

A: Аланін

C: Цистеїн

D: Аспарагінова кислота

E: Глутамінова кислота

F: Фенілаланін

G: Гліцин

H: Гістидин

I: Ізолейцин

K: Лізин

L: Лейцин

M: Метіонін

N: Аспарагін

P: Пролін

Q: Глутамін

R: Аргінін

S: Серин

T: Треонін

V: Валін

W: Триптофан

Локалізований у цитоплазмі.